# Яблуниця (гміна)
Ґміна Яблоніца — адміністративна субодиниця Надвірнянського повіту Станіславського воєводства. Збережена 1 серпня 1934 року згідно з розпорядженням Міністерства внутрішніх справ РП від 21 липня 1934 за підписом міністра Мар'яна Зиндрама-Косьцялковського під час адміністративної реформи. Село Яблуниця зберегло статус самоврядної громади.
У 1934 р. територія ґміни становила 74,07 км². Населення ґміни станом на 1931 рік становило 2 203 особи. Налічувалось 517 житлових будинків.
Ґміна ліквідована в 1940 р. у зв’язку з утворенням Яремчанського району.